# Jederitzer Holz
Koordinaten: 52° 47′ 24″ N, 12° 7′ 19″ O

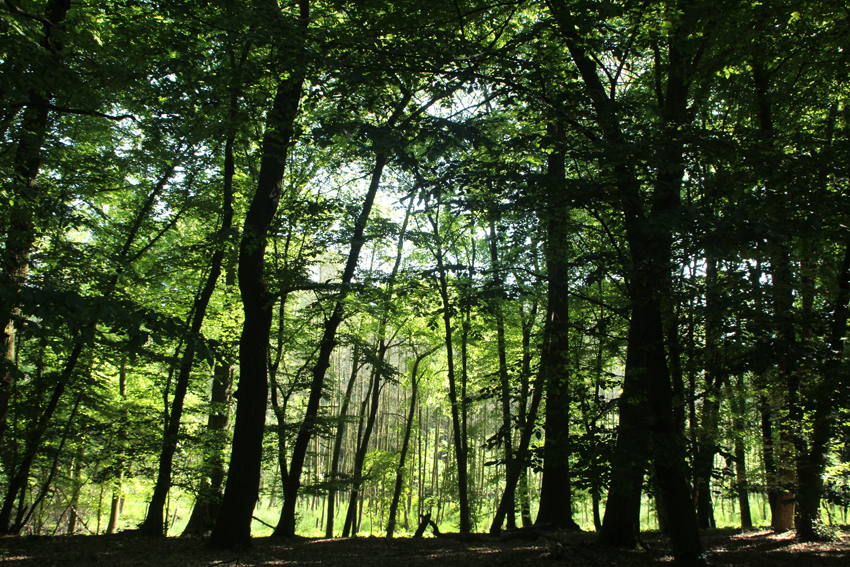
Wald im Naturschutzgebiet „Jederitzer Holz“

Das Jederitzer Holz ist ein Naturschutzgebiet in der Stadt Havelberg im Landkreis Stendal in Sachsen-Anhalt.
Das Naturschutzgebiet mit dem Kennzeichen NSG 0005 ist rund 322 Hektar groß. Zu einem großen Teil ist es auch als FFH-Gebietes „Jederitzer Holz östlich Havelberg“ ausgewiesen. Ein kleiner Teil ist Bestandteil des FFH-Gebietes „Untere Havel und Schollener See“. Die als FFH-Gebiete ausgewiesenen Flächen des Naturschutzgebietes sind zugleich als EU-Vogelschutzgebiete „Untere Havel/Sachsen-Anhalt und Schollener See“ ausgewiesen. Das Naturschutzgebiet ist vom Landschaftsschutzgebiet „Untere Havel“ umgeben. Das Gebiet steht seit 1. Mai 1961 unter Schutz. Zuständige untere Naturschutzbehörde ist der Landkreis Stendal.
Das Naturschutzgebiet liegt östlich von Sandau (Elbe) und südöstlich von Havelberg im Biosphärenreservat Mittelelbe. Es stellt einen Auwaldrest, der durch Qualmwasser von Elbe und Havel beeinflusst wird, mit Grünlandbereichen unter Schutz. Die Waldgesellschaften werden von Eichen-Ulmen-Hartholzauenwald mit Stieleiche, Hainbuche, Feldulme und Feldahorn dominiert. An feuchteren Standorten sind auch Bruchwaldgesellschaften mit Gewöhnlicher Esche und Schwarzerle zu finden. In der Strauchschicht wachsen insbesondere Gewöhnliche Traubenkirsche, Blutroter Hartriegel und Eingriffeliger Weißdorn, die Krautschicht wird u. a. von Waldziest, Goldnessel und Einbeere gebildet.
In den Randbereichen des Naturschutzgebietes sind Feuchtwiesen mit Großseggenrieden und Röhrichten zu finden.
Das Waldgebiet beherbergt eine der ältesten Graureiherkolonien des Landes Sachsen-Anhalt. Auch Rot- und Schwarzmilan, Wespenbussard und Mittelspecht brüten hier. Weiterhin ist das Naturschutzgebiet Lebensraum für Elbebiber und Fischotter sowie verschiedene Amphibien und Reptilien, darunter Rotbauchunke, Kamm- und Teichmolch und Waldeidechse.
Das Waldgebiet wird von zahlreichen Wasserläufen durchzogen, die über verschiedene Bachläufe, darunter dem Trübengraben, der durch das Waldgebiet fließt, zur Havel entwässern. Das Naturschutzgebiet wird vollständig von landwirtschaftlichen Nutzflächen umgeben.